# La Savoie (barque)
Pour les articles homonymes, voir Savoie (homonymie).
La Savoie est une barque du Léman, naviguant sur le lac Léman depuis l'an 2000. Les barques du Léman sont spécifiques mais s'inspirent esthétiquement des barques méditerranéennes. Son port d'attache est celui d'Évian.

## Le projet de construction
L'histoire de cette construction remonte à 1980 quand un enseignant d'Évian, Christian Fernex, passionné par les barques du Léman, lance l'idée de construire à l'identique l'une de ces anciennes embarcations.
Réunissant dans un bar de Vongy une douzaine d'autres passionnés, ils commencèrent à s'organiser dans l'association « Les Mémoires du Léman » et à développer leur projet dans le but de sauvegarder ce patrimoine local. Le projet initial était estimé à 5 millions de francs français et devait être terminé en deux ans ; mais c'était sans compter sur les nombreuses difficultés auxquelles ils durent faire face, et ce n'est qu'en 1997 qu'ils parvinrent à boucler définitivement leur projet et leur budget et à entreprendre la reconstruction à l'identique d'un bateau de ce type en reprenant les plans d'une barque de 1896.
Le chantier de construction débuta en 1997 sur le port de Rives à Thonon-les-Bains sur l'emplacement situé entre le club-house et la pisciculture. Ce projet associait un ensemble de partenaires sur un budget fixe, ferme et définitif établi sur la base du premier devis, mais l'entreprise principale fit faillite, ce qui causa de nouveaux coûts. L'association décida d'arrêter le projet « clés en mains » et de terminer elle-même en partant de l'existant, grâce à la dynamique impulsée par l'association et aux apports de partenaires motivés par ce projet.
Une nouvelle équipe de direction fut mise en place qui  entama un travail de fond avec l'évaluation du stock de bois, la réorganisation du chantier et l'apprentissage des particularités de la construction navale du Léman qui nécessitait un savoir-faire et un tour de main spécifique. La famille Jacquier apporta les archives techniques, les gabarits et les outils de l'ancien chantier du Locum à Meillerie qui appartenait à leur aïeul et qui construisait des barques du Léman. À partir de 1999, une équipe de charpentiers-marins bretons vinrent apporter leur savoir-faire. L'Union mutualiste de Haute-Savoie qui géra les caisses de secours des bateliers et des carriers apporta un soutien financier substantiel. Les magasins Mutoptic participèrent à la publicité du projet en installant dans leurs vitrines des maquettes et présentations de La Savoie.
La construction se termina en 2000. La Savoie est labellisée Bateau d'intérêt patrimonial depuis 2011.
En 2014-2015, la coque du voilier est entièrement changée. Les travaux s'élèvent à 1,6 million d'euros. Le bateau est en chantier début 2015. L'association propriétaire peine à réunir l'ensemble des fonds, malgré l'aide de la communauté de communes du Pays d'Evian.

## Caractéristiques
Les caractéristiques de la barque sont les suivantes :
- longueur : 35 mètres ;
- largeur : 8,50 mètres ;
- hauteur des mats : 18 et 19 mètres au-dessus du pont, soit 25 mètres au total, construits avec des arbres de la vallée d'Aoste ;
- surface de voilure : 350 m2 ;
- poids : environ 80 tonnes.

Pour des raisons principalement liées à la sécurité, La Savoie est équipée de deux moteurs de 70 chevaux-vapeur. Elle peut embarquer 40 passagers (navigation à la voile) ou 70 passagers (navigation au moteur). Sa base est le port de commerce d'Évian (Haute-Savoie).

## Galerie

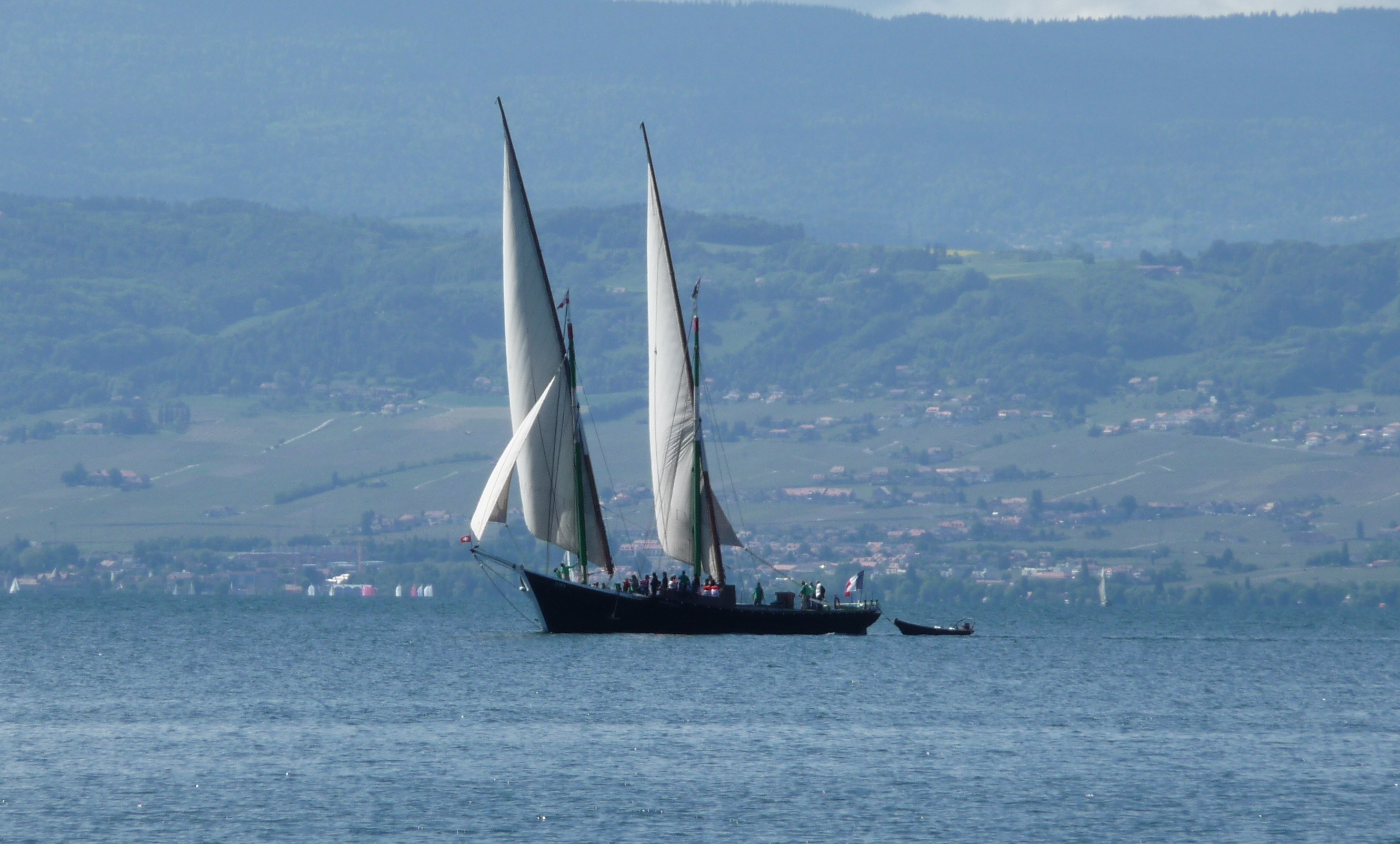
La Savoie voiles dehors
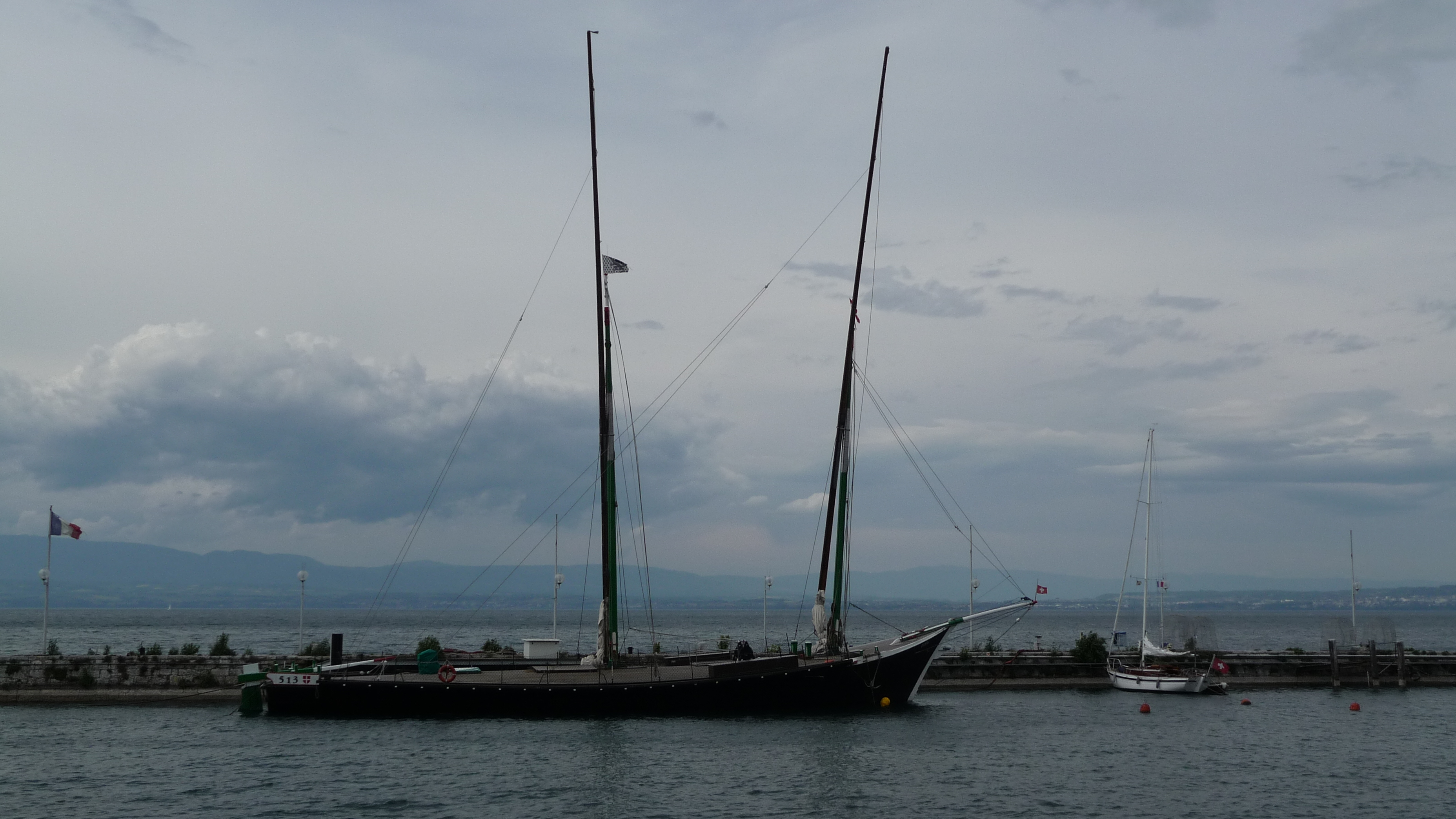
La Savoie mouillée au port d'Évian-les-Bains.
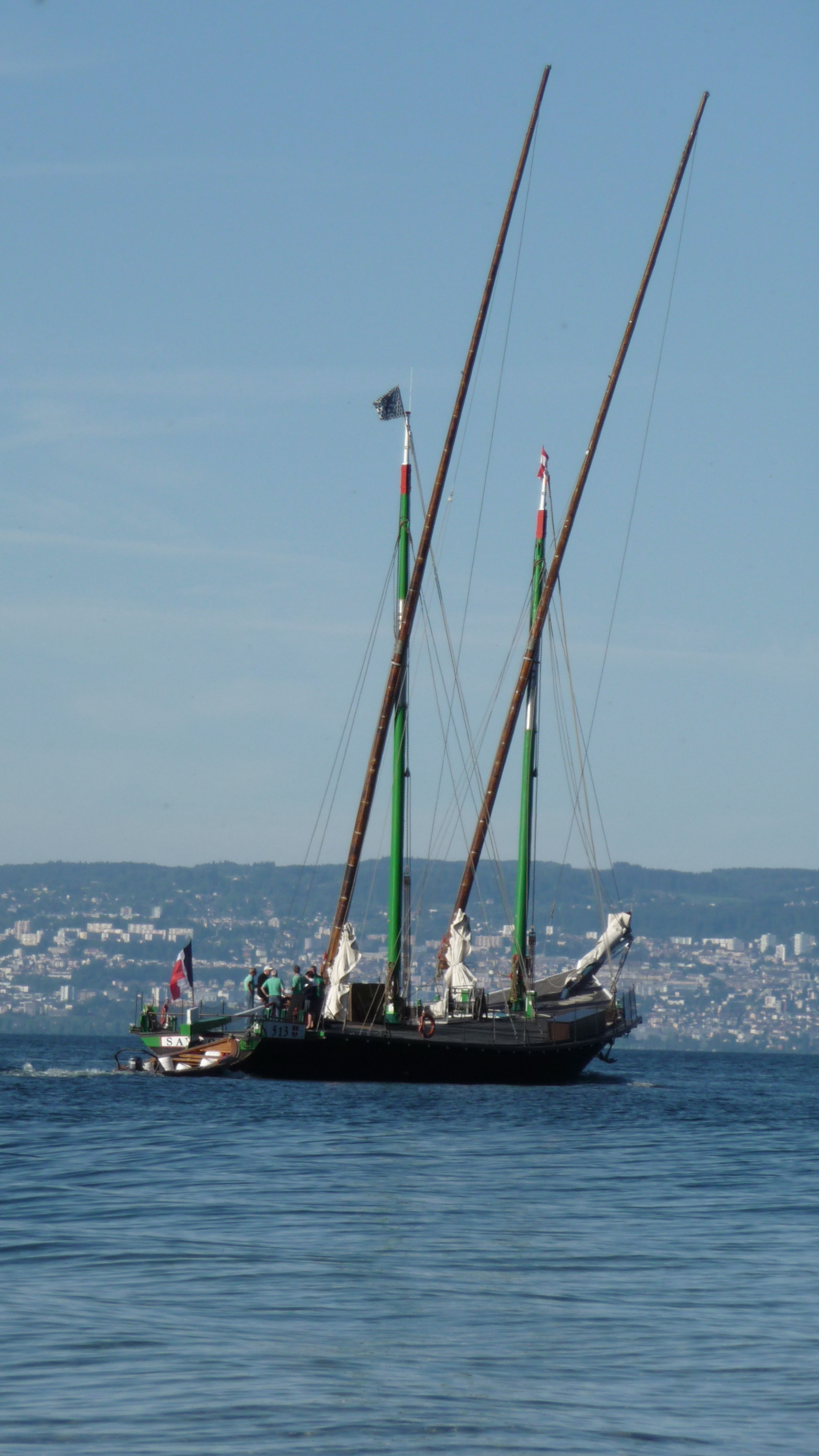
Vue de la poupe.
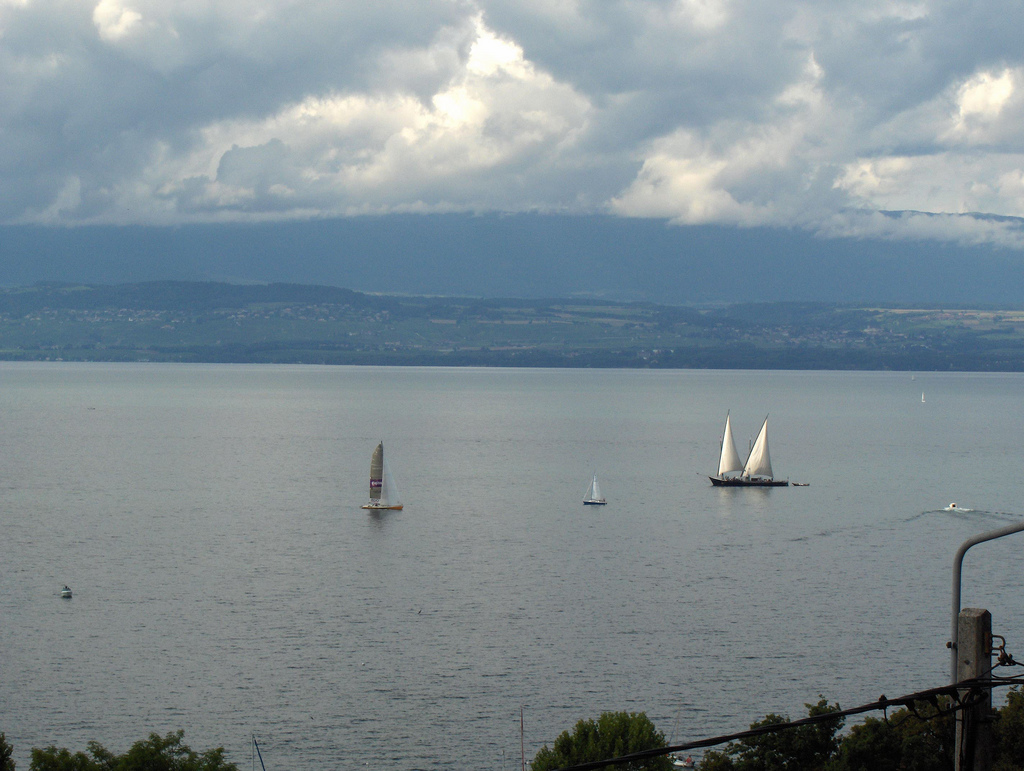
La Savoie toutes voiles dehors, à l'approche de Thonon-les-Bains.